# O Menino está dormindo
"O Menino está dormindo" ou "Natal de Évora" é uma canção de Natal tradicional portuguesa originária de Évora no Alto Alentejo.

## História

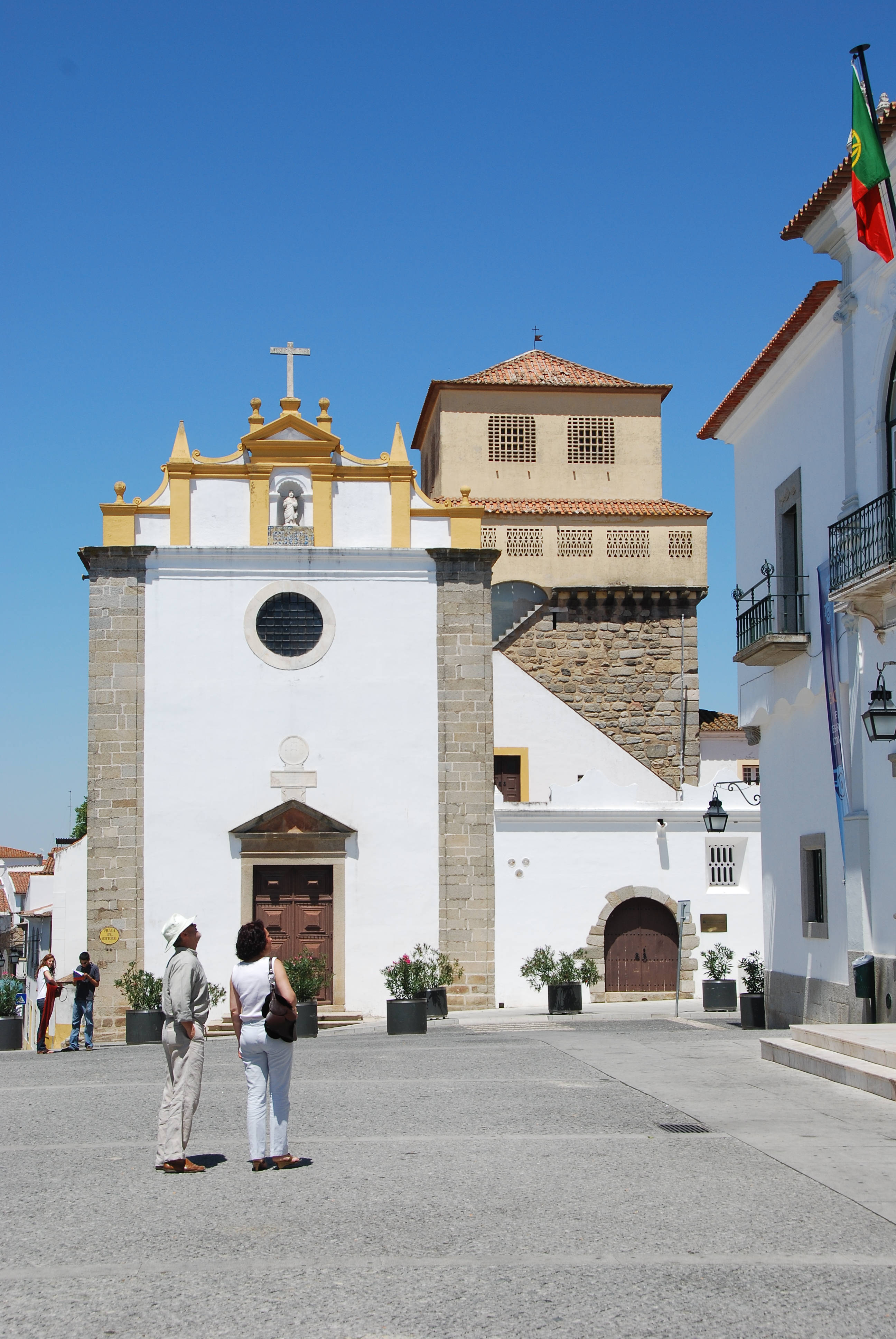
Fachada do antigo Convento do Salvador do Mundo em Évora.

A cantiga O Menino está dormindo foi datada pelo musicólogo português Mário de Sampayo Ribeiro do período entre o final do século XVIII e os primeiros anos do século XIX. Possivelmente seria, segundo o mesmo autor, uma loa mandada musicar pelas freiras clarissas do Convento do Salvador do Mundo, em Évora, para ser cantada diante do seu famoso presépio. Este, feito pelo escultor português António Ferreira no século XVIII era um dos melhores de todo o Alentejo, encontrando-se atualmente no Museu Nacional Machado de Castro em Coimbra.
Esta composição era ainda interpretada nessa mesma comunidade religiosa eborense por volta de 1850, poucos anos antes do seu encerramento com a extinção das ordens religiosas em Portugal. Já no século XX, foi transmitida a Sampayo Ribeiro por uma antiga organista desse convento, já em idade avançada. Este autor publicou um arranjo para coro em Sete Cantigas Populares Portuguesas no ano de 1955.
Ao contrário da melodia, a letra, por sua vez, não é exclusiva desta composição eborense e as mesmas quadras encontram-se espalhadas pelo território português. Este fenómeno resultaria de uma hipotética publicação impressa. Atente-se, a título de exemplo, aos versos elvenses publicados em 1893:
| O Menino está dormindo No presépio de Belém, Os anjos Lhe estão cantando: «Nosso amor e nosso bem.» | O Menino está dormindo Um sono muito profundo, Os anjos Lhe estão cantando: «Glória ao Salvador do Mundo!» | O Menino está nascido Sobre palha ásp’ra e fria, Os anjos Lhe estão cantando: «Glória à Virgem Maria.» |

"O Menino está dormindo" é, hoje em dia é uma das mais conhecidas e interpretadas canções de Natal portuguesas, considerada, por alguns autores, como uma das mais belas cantigas europeias do género.

## Harmonizações
- O Menino está dormindo (para SATB) por Mário de Sampayo Ribeiro (1955)[2].
- O Menino está dormindo (para solista, orquestra e coro) por Jorge Salgueiro (1995)[10].
- O Menino está dormindo por Eugénio Amorim (2001)[11][12].

## Letra

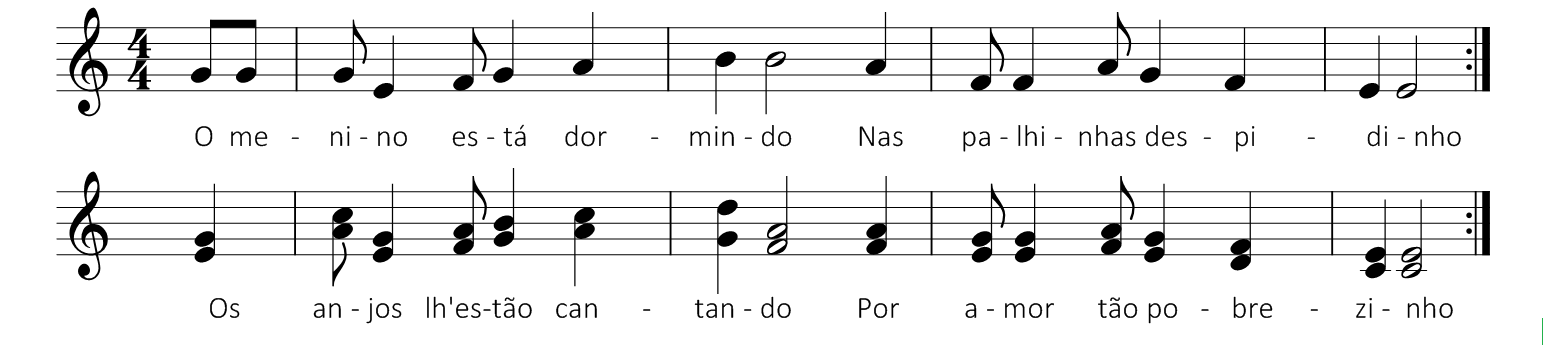
Partitura de O Menino está dormindo.

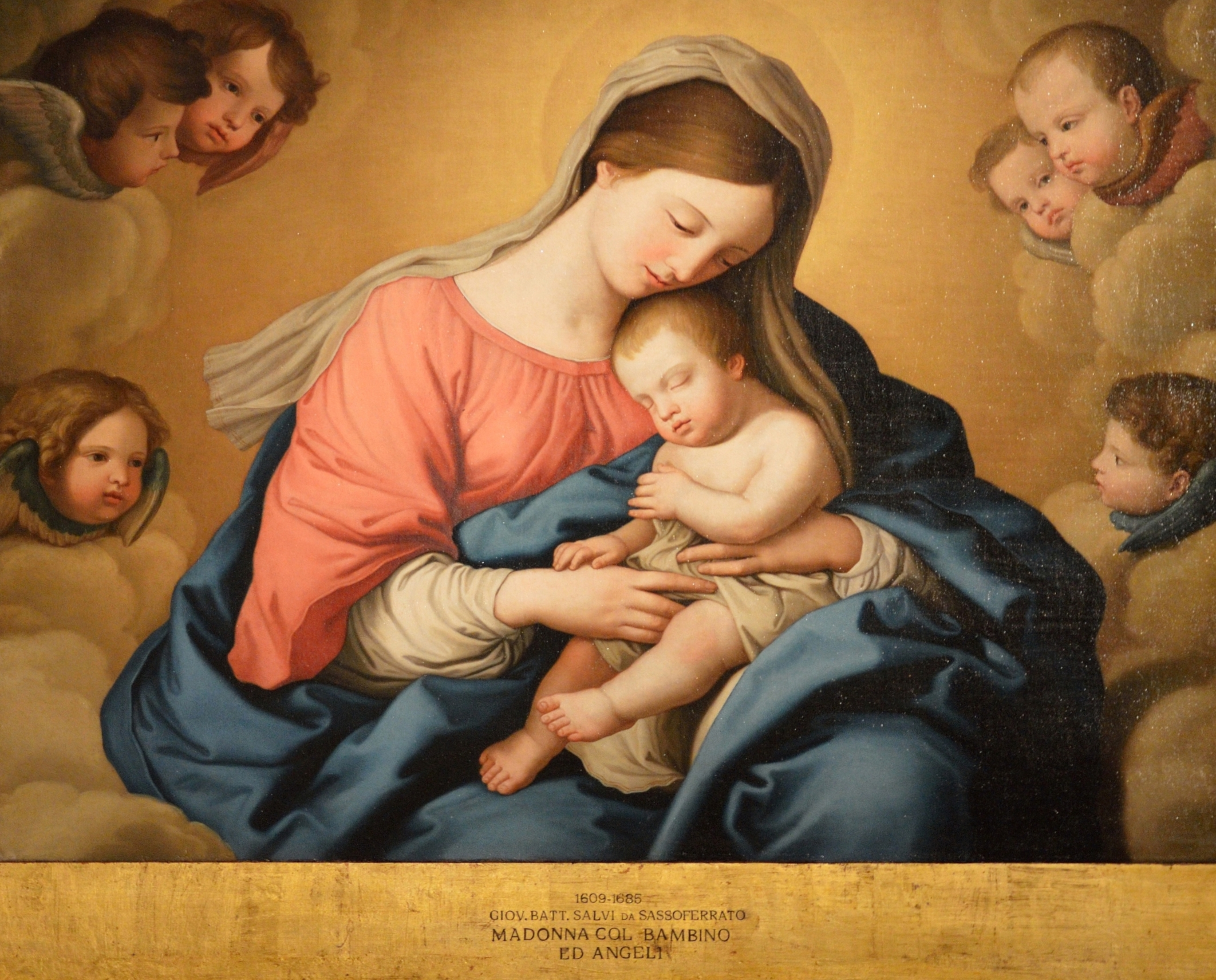
Giovanni Battista Salvi da Sassoferrato: Nossa Senhora com o Menino e Anjos (1674) na Galleria Nazionale di Palazzo Corsini.

O tema é o sono do Menino Jesus e a adoração dos anjos. Consoante mudam as características do sono do Menino, os anjos respondem com uma cantiga de louvor apropriada. O poema está escrito em português, embora sejam usadas duas expressões em latim eclesiástico usadas na liturgia: Hosana (in excelsis) e Gloria tibi, Domine ("Glória a Vós, Senhor").
Relativamente à sua estrutura formal, é utilizada uma construção paralelística em que o primeiro e o terceiro versos são imutáveis.

O Menino está dormindo,

Nas palhinhas deitadinho.

Os anjos Lhe estão cantando:

«Por amor tão pobrezinho.»

O Menino está dormindo,

Nos braços de São José.

Os anjos Lhe estão cantando:

«Gloria tibi, Domine!»

O Menino está dormindo,

Nos braços da Virgem pura.

Os anjos Lhe estão cantando:

«Hosana lá na altura!»

O Menino está dormindo,

Um sono muito profundo.

Os anjos Lhe estão cantando:

«Viva o Salvador do Mundo!»

## Discografia
- 1990 — Canções Tradicionais de Natal. Coro Audite Nova de Lisboa. Polygram. Faixa 10: "Natal de Évora (O menino está dormindo)".
- 1995 — Natal Português. Coral T. A. B.. Ovação. Faixa 5: "Natal (Évora)".
- 2003 — Um Natal Português. Vários. Numérica. Faixa 14: "O Menino Está Dormindo".
- 2007 — Christmas Around the World (Noëls du monde). Tony Gama. Providance Music Sunset France. Faixa 4: "Portugal: O menino está Dormindo".
- 2009 — Les plus célèbres Noëls du Monde. Les Colibris. Adf-Studio SM. Faixa 23: "O menino está dormindo".